# Pallavolo ai Giochi della XXI Olimpiade
I tornei di pallavolo ai Giochi della XXI Olimpiade si sono svolti dal 18 al 30 luglio del 1976 a Montréal, in Canada, durante i Giochi della XXI Olimpiade.

## Podi
| Evento                         | Oro      | Argento          | Bronzo        |
| Pallavolo maschile (dettagli)  | Polonia  | Unione Sovietica | Cuba          |
| Pallavolo femminile (dettagli) | Giappone | Unione Sovietica | Corea del Sud |